# Station Wistka
Station Wistka is een spoorwegstation in de Poolse plaats Wistka.